# Mammillaria geminispina
A Mammillaria geminispina a szegfűvirágúak (Caryophyllales) rendjébe, ezen belül a kaktuszfélék (Cactaceae) családjába tartozó faj.

## Képek

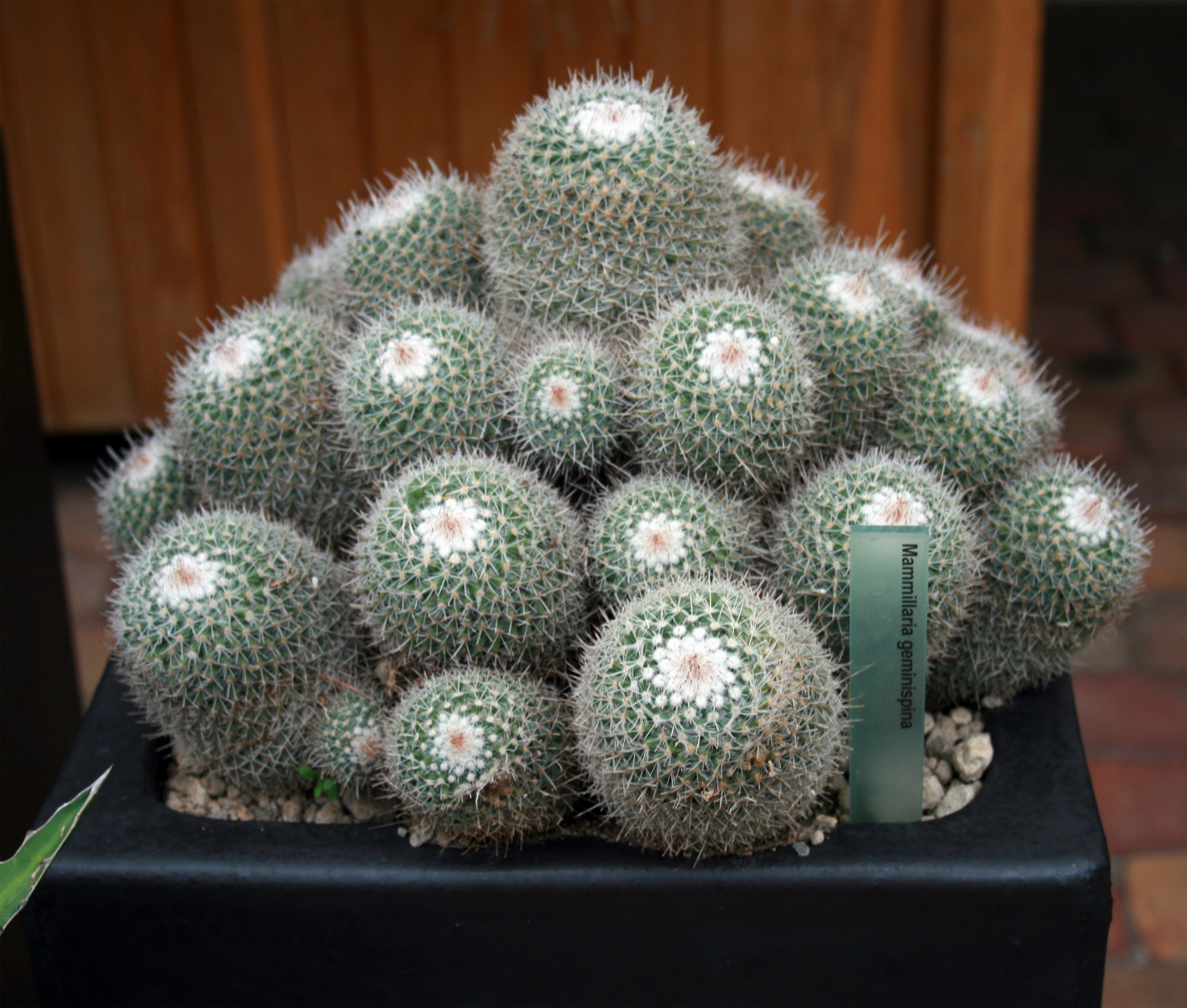
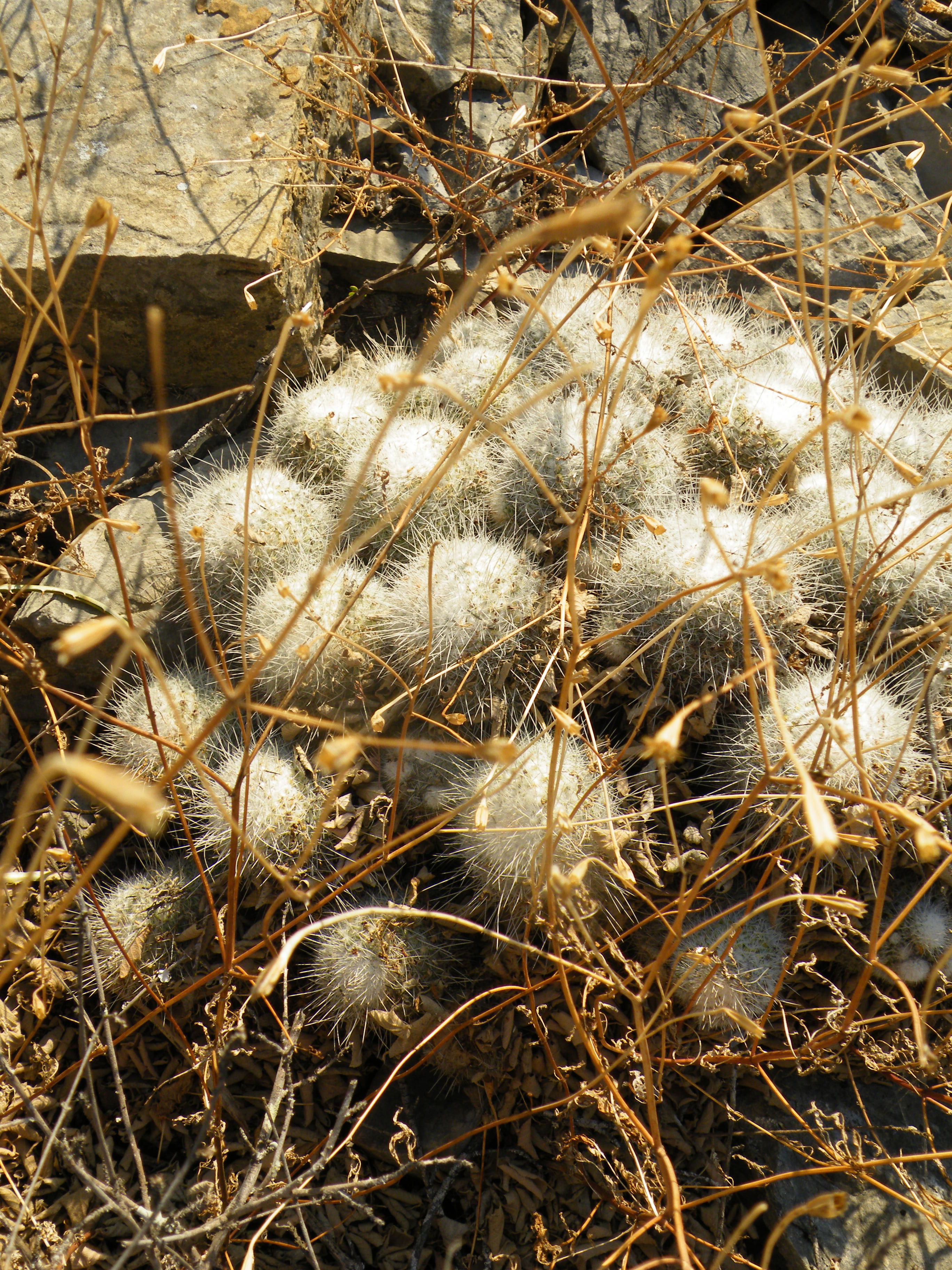
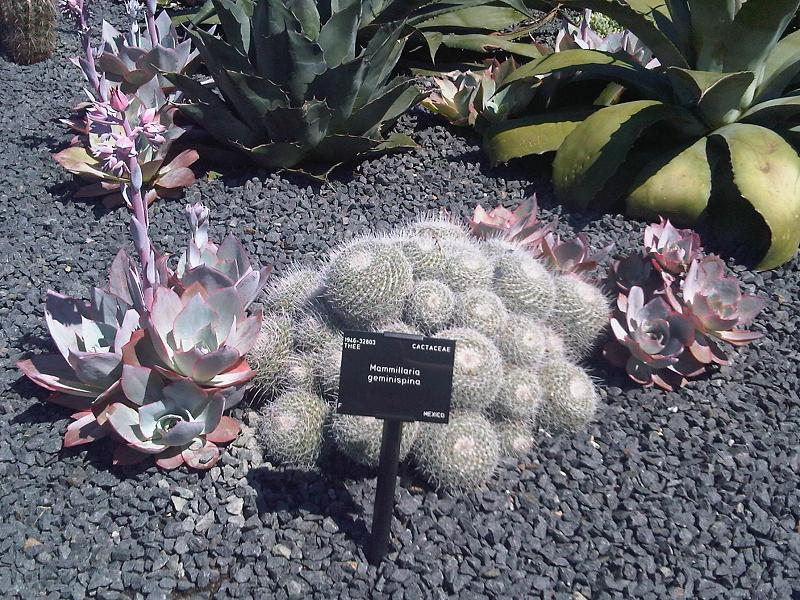
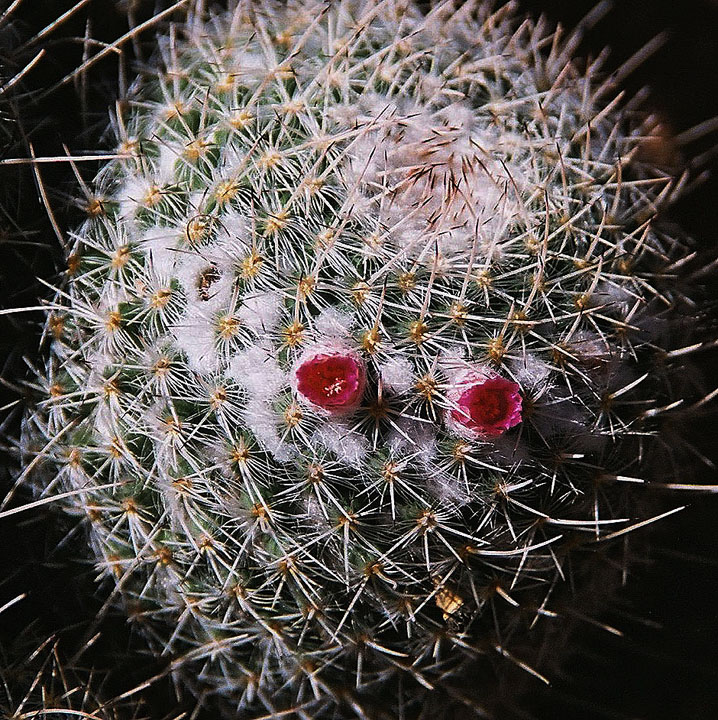
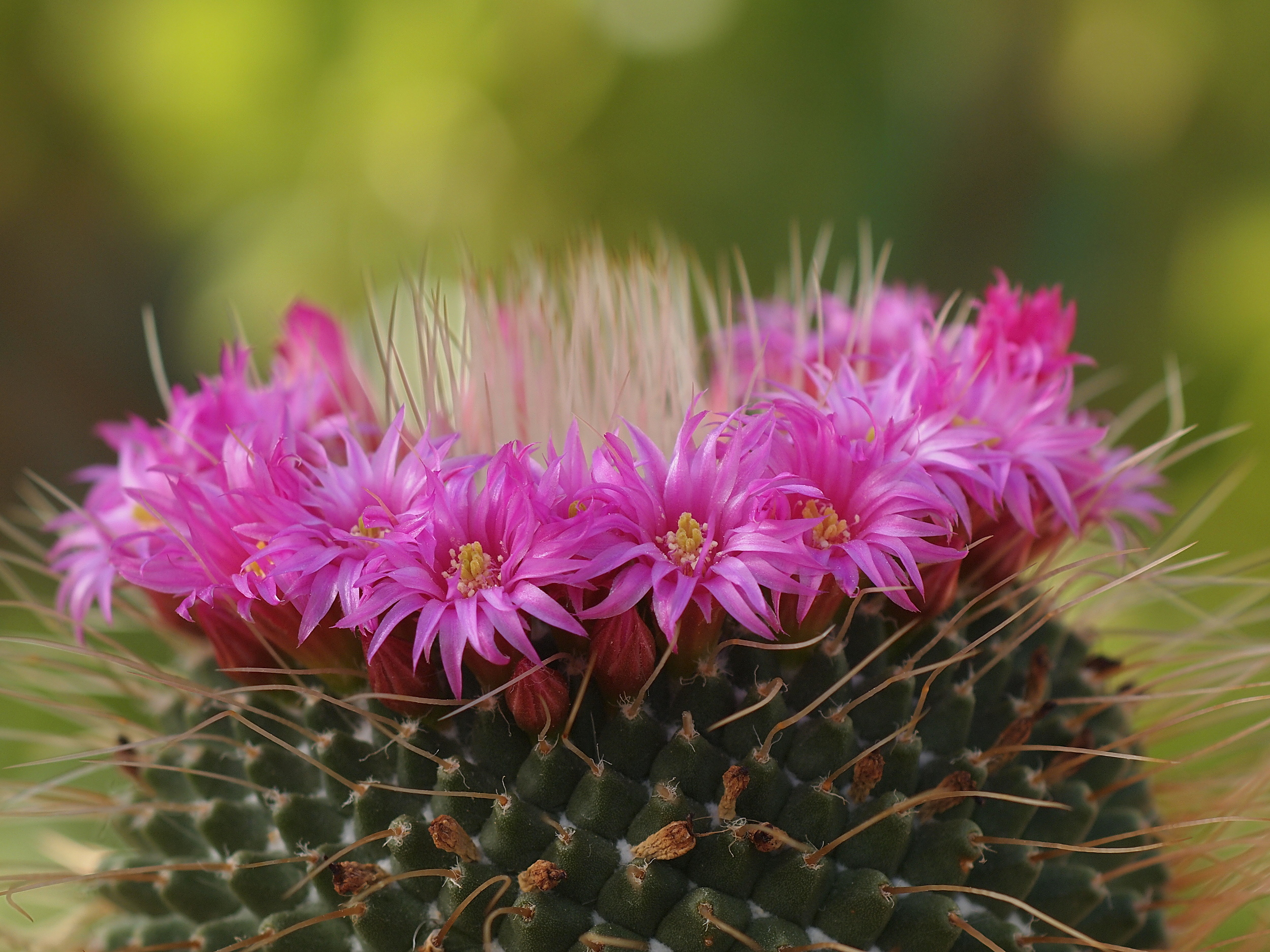

## Előfordulása
A Mammillaria geminispina előfordulási területe a közép-amerikai Mexikóban van. Ennek az országnak az északkeleti részétől kezdve, délre egészen a Veracruz nevű államig található meg. A Mexikói-öböl nyugati partvidékein, majdnem mindenhol fellelhető.

## Megjelenése
25 centiméter magasra és 50 centiméter szélesre elterülő kaktuszfaj. Egy-egy példánynak több szára is lehet; ezek szorosan növő növénycsoportként mutatnak. A szár gömbölyded, 8 centiméter átmérőjű és fehér pihe, valamint tüske borítja. A kárminvörös-rózsaszínes virágai nyáron és ősszel nyílnak.